# Dauphine (trampolino)
Il Dauphine è un trampolino situato a Saint-Nizier-du-Moucherotte, presso Grenoble, in Francia. Attualmente è in disuso.

## Storia
Fu costruito nel 1966 al fine di ospitare la gara di salto dal trampolino lungo dei X Giochi olimpici invernali; quella dal trampolino normale e quella di combinata nordica si disputarono sul Le Claret. All'epoca dei Giochi olimpici la struttura aveva punto K a 90 m, ma in seguito il trampolino è stato ristrutturato. Fino al 1982 ha ospitato gare della Coppa del Mondo di salto con gli sci.

## Caratteristiche
Attualmente ha un punto K 112, per cui è un trampolino lungo; il primato di distanza, 111 m, è stato stabilito dal norvegese Roger Ruud nel 1981.